# Заикин, Олег Анатольевич
Олег Анатольевич Заикин (18 ноября 1972, Заиграево, Бурятская АССР, РСФСР, СССР — 20 ноября 2006, Уфа, Республика Башкортостан, Россия) — российский серийный убийца, совершивший 9 убийств в 6 городах России.

## Биография

### Детство и юность
Олег Заикин родился 18 ноября 1972 года в посёлке Заиграево Бурятской АССР. Рос в благополучной семье: его отец Анатолий Заикин работал на заводе, а мать Людмила Заикина — в школе. Но уже с детства он отличался «трудным» характером: рос замкнутым, был склонен ко лжи и воровству; также имел склонность к совершению неадекватных поступков: поджигал соседские двери, рвал школьные учебники. В школе учился плохо, оставался на второй год, но увлекался радиотехникой, мог собрать и починить любую аппаратуру. Это увлечение и толкнуло его на первое правонарушение — в 12 лет, чтобы добыть дефицитную деталь, украл у соседа импортный магнитофон, за что был поставлен на учёт в детской комнате милиции. После этого случая отец стал постоянно следить за сыном. После 8 класса Олег перешёл в вечернюю школу, отец всегда сопровождал его на учёбу и присутствовал на занятиях.
В 1992 году был призван в армию. По намёкам самого Заикина, его изнасиловали сослуживцы, после чего он попытался покончить с собой и был комиссован.

### Первые преступления
После армии Заикин, и без того имевший «трудный» характер, стал склонен к агрессии. Однажды он жестоко избил свою подругу. В этот момент, по его словам, он почувствовал неведомое ранее удовольствие и с тех пор каждую любовницу подвергал истязаниям.
После армии Заикин не желал работать, но его заставил отец. В 1999 году он привёл сына на завод, где сам проработал всю жизнь. Через месяц Заикин с сообщниками совершил на работе кражу инструментов на крупную денежную сумму. После ареста сына и его сообщников Анатолий Заикин не выдержал позора и повесился. В это время Олег Заикин находился под подпиской о невыезде. В конце 1999 года он бежал из Заиграево и был объявлен в федеральный розыск.
Заикин приобрёл фальшивые документы и начал скрываться от правосудия, переезжая из одного региона страны в другой. Промышлял квартирными кражами. Для совершения преступлений выбирал квартиры на первых этажах, куда проникал через окна. Чтобы не оставлять отпечатков пальцев, обматывал свои пальцы скотчем. Во избежание ареста старался менять внешность. При контакте с местными жителями говорил, что работает плотником и приехал на заработки (впоследствии под прозвищем «Плотник» Заикин фигурировал во множестве милицейских сводок).

### Убийства
В 2001 году в Челябинске Заикин совершил первое убийство, жертвой стала его собственная сожительница Динара Круглова; он избил её, но не рассчитал силу ударов, и Круглова скончалась.
12 октября 2004 года Заикин совершил тройное убийство в Екатеринбурге, жертвами стали 33-летняя Светлана Фирсова, её девятимесячная дочь Яна Фирсова и 4-летняя Дарья Овечкина, дочь подруги Светланы (все они были изнасилованы, а затем задушены); добычей убийцы стали 45 000 рублей. 1 апреля 2006 года Заикин совершил изнасилование и убийство женщины в Оренбурге. В мае 2006 года Заикин совершил 2 убийства в Казани; жертвами стали 49-летняя женщина и 16-летний подросток. В Уфе Заикин изнасиловал 13-летнюю Ирину Краснобаеву; девочка осталась жива, хотя и получила 9 серьёзных ножевых ранений. Дело получило широкую огласку, поскольку Краснобаева указала временное местопребывание убийцы, после чего его попытались арестовать.
Также маньяк совершил ещё по 1 убийству в Тюмени и Улан-Удэ, несколько нападений с целью убийства, когда довести начатое до конца у него не получилось, и несколько изнасилований.

### Арест, следствие и самоубийство
Заикин был опознан после совершённого им убийства в Оренбурге, однако ввиду его гастролирующей преступной деятельности арестовать его долгое время не удавалось. За поимку маньяка милицией была назначена награда.
6 октября 2006 года Олег Заикин был арестован на съёмной квартире в Орджоникидзевском районе Уфы, в его квартире были обнаружены охотничий нож длиной 26 сантиметров, пачка презервативов (ими Заикин пользовался во время изнасилований) и икона. Во время следствия он без эмоций рассказывал обо всех совершённых за 5 лет преступлениях.
По совокупности преступлений Олегу Заикину грозило пожизненное лишение свободы, но 20 ноября 2006 года в СИЗО № 1 города Уфы он повесился на простынях. Уголовное дело было прекращено 30 декабря 2006 года в связи со смертью обвиняемого.

## В массовой культуре
- Документальный фильм «Жестокий квартирант» из цикла «Криминальные хроники» (2009)